# Champions League of Darts 2018
Die Paddy Power Champions League of Darts 2018 war ein Einladungsturnier im Dartsport und wurde vom 22. bis zum 23. September zum dritten Mal von der Professional Darts Corporation (PDC) veranstaltet. Das Turnier wurde erstmals im Brighton Centre ausgetragen. Die neue Champions League ist nicht zu verwechseln mit der ähnlich klingenden Championship League Darts, die von 2008 bis 2013 von der PDC veranstaltet wurde.
Den Titel sicherte sich der Schotte Gary Anderson, der sich im Finale mit 11:4 Legs gegen seinen Landsmann Peter Wright  durchsetzen konnte.

## Format
An dem Turnier, das an einem Wochenende gespielt wurde, nahmen die Top 8 der PDC Order of Merit zum Zeitpunkt nach dem World Matchplay desselben Jahres teil. In zwei Vierergruppen trat zuerst jeder Spieler gegen jeden anderen aus seiner Gruppe an. Anschließend trafen die beiden Gruppenersten in den Halbfinals auf die Gruppenzweiten der jeweils anderen Gruppe. Die beiden Gewinner der Halbfinals spielten danach im Finale den Gesamtsieger des Turniers aus.
Alle Partien wurden im Modus best of legs ausgespielt. Die Gruppenspiele fanden im Modus best of 19 legs statt, in den Halbfinals und den Finals wurde best of 21 legs gespielt.

## Preisgelder
Die 250.000 Pfund Sterling an Preisgeldern, die bei der Champions League of Darts ausgespielt wurden, verteilten sich wie folgt auf die acht Teilnehmer:
| Position (Anzahl der Spieler) | Position (Anzahl der Spieler) | Preisgeld |
| ----------------------------- | ----------------------------- | --------- |
| Gewinner                      | (1)                           | 100.000 £ |
| Finalist                      | (1)                           | 050.000 £ |
| Halbfinalisten                | (2)                           | 025.000 £ |
| Gruppendritter                | (2)                           | 015.000 £ |
| Gruppenvierter                | (2)                           | 010.000 £ |

Da es sich um ein Einladungsturnier handelt, hat das erspielte Preisgeld keinen Einfluss auf die Order of Merit.

## Teilnehmer
Top 8 der Order of Merit
- Michael van Gerwen
- Peter Wright
- Rob Cross
- Gary Anderson
- Daryl Gurney
- Mensur Suljović
- Simon Whitlock
- Dave Chisnall

## Setzliste
| Nr. | Spieler            | Erreichte Runde |
| --- | ------------------ | --------------- |
| 01. | Michael van Gerwen | Halbfinale      |
| 02. | Peter Wright       | Finale          |
| 03. | Rob Cross          | Gruppenphase    |
| 04. | Gary Anderson      | Sieg            |

| Nr. | Spieler         | Erreichte Runde |
| --- | --------------- | --------------- |
| 05. | Daryl Gurney    | Gruppenphase    |
| 06. | Mensur Suljović | Halbfinale      |
| 07. | Simon Whitlock  | Gruppenphase    |
| 08. | Dave Chisnall   | Gruppenphase    |

## Ergebnisse
Gruppe A
| Pl. | Spieler                | Sp. | S | N | Legs  | Diff. | Avg.   | Punkte |
| --- | ---------------------- | --- | - | - | ----- | ----- | ------ | ------ |
| 1.  | Michael van Gerwen (1) | 3   | 2 | 1 | 29:19 | +10   | 103,82 | 4      |
| 2.  | Gary Anderson (4)      | 3   | 2 | 1 | 28:22 | +6    | 99,64  | 4      |
| 3.  | Daryl Gurney (5)       | 3   | 2 | 1 | 27:25 | +2    | 94,31  | 4      |
| 4.  | Dave Chisnall (8)      | 3   | 0 | 3 | 12:30 | −18   | 93,19  | 0      |

1. Spieltag
| Gary Anderson 101,48      | 8 : 10 | Daryl Gurney 95,28  |
| Michael van Gerwen 111,23 | 10 : 2 | Dave Chisnall 94,51 |

2. Spieltag
| Gary Anderson 99,79       | 10 : 3 | Dave Chisnall 87,99 |
| Michael van Gerwen 100,17 | 10 : 7 | Daryl Gurney 91,21  |

3. Spieltag
| Daryl Gurney 96,45        | 10 : 7 | Dave Chisnall 97,08 |
| Michael van Gerwen 100,05 | 9 : 10 | Gary Anderson 97,65 |

Gruppe B
| Pl. | Spieler             | Sp. | S | N | Legs  | Diff. | Avg.   | Punkte |
| --- | ------------------- | --- | - | - | ----- | ----- | ------ | ------ |
| 1.  | Mensur Suljović (6) | 3   | 3 | 0 | 30:16 | +14   | 100,60 | 6      |
| 2.  | Peter Wright (2)    | 3   | 2 | 1 | 27:20 | +7    | 101,71 | 4      |
| 3.  | Rob Cross (3)       | 3   | 1 | 2 | 21:28 | −7    | 91,84  | 2      |
| 4.  | Simon Whitlock (7)  | 3   | 0 | 3 | 16:30 | −14   | 92,41  | 0      |

1. Spieltag
| Rob Cross 91,79     | 8 : 10 | Mensur Suljović 96,46 |
| Peter Wright 101,22 | 10 : 7 | Simon Whitlock 96,41  |

2. Spieltag
| Rob Cross 94,03     | 10 : 8 | Simon Whitlock 89,83   |
| Peter Wright 102,13 | 7 : 10 | Mensur Suljović 105,53 |

3. Spieltag
| Mensur Suljović 99,81 | 10 : 1 | Simon Whitlock 91,00 |
| Peter Wright 101,77   | 10 : 3 | Rob Cross 89,70      |

## Endrunde
|  | Halbfinale 23. September 2018 best of 21 legs | Halbfinale 23. September 2018 best of 21 legs | Halbfinale 23. September 2018 best of 21 legs |  |  | Finale 23. September 2018 best of 21 legs | Finale 23. September 2018 best of 21 legs | Finale 23. September 2018 best of 21 legs |
|  |                                               |                                               |                                               |  |  |                                           |                                           |                                           |
|  |                                               |                                               |                                               |  |  |                                           |                                           |                                           |
|  | A1                                            | Michael van Gerwen 100,89                     | 9                                             |  |  |                                           |                                           |                                           |
|  | B2                                            | Peter Wright 101,46                           | 11                                            |  |  |                                           |                                           |                                           |
|  |                                               |                                               |                                               |  |  | B2                                        | Peter Wright 93,85                        | 4                                         |
|  |                                               |                                               |                                               |  |  | A2                                        | Gary Anderson 101,47                      | 11                                        |
|  | B1                                            | Mensur Suljović 92,01                         | 4                                             |  |  |                                           |                                           |                                           |
|  | A2                                            | Gary Anderson 102,26                          | 11                                            |  |  |                                           |                                           |                                           |
|  |                                               |                                               |                                               |  |  |                                           |                                           |                                           |

| Peter Wright Gewinner Halbfinale 1 | Finale Best of 21 Legs | Gary Anderson Gewinner Halbfinale 2 |
| 4                                  | Ergebnis               | 11                                  |
| 93.95                              | 3-Dart-Average         | 101.47                              |
| 35                                 | 100+                   | 33                                  |
| 9                                  | 140+                   | 18                                  |
| 5                                  | 180er                  | 7                                   |
| 40                                 | Höchstes Finish        | 96                                  |
| 1                                  | Breaks                 | 5                                   |
| 31 %                               | Doppelquote            | 65 %                                |

## Übertragung
Die Spiele waren über den Streaming-Anbieter DAZN zu sehen.
In Großbritannien übertrug die British Broadcasting Corporation, kurz BBC, alle Partien der Champions League of Darts. Der Sender ist anders als Sky Sports für alle Briten frei empfangbar.